# Test zdań niedokończonych
Test zdań niedokończonych – pół-ustrukturyzowany test projekcyjny, w którym zadaniem osoby badanej jest dokończenie wcześniej przygotowanych zdań. Następnie uzyskane w ten sposób dane są analizowane jakościowo i ilościowo. Treści ujawnione w teście mogą się stać tematem do pogłębionej dyskusji z pacjentem, mogą być też potraktowane jako projekcja nieświadomych treści.
Funkcjonuje kilka testów zdań niedokończonych, każdy z nich ma swój odrębny podręcznik i reguły interpretacji. Najczęściej poleca się badanemu udzielić odpowiedzi, która pierwsza przychodzi mu na myśl.

## Zakres zastosowań
Początkowo testy te było stosowane do pomiaru inteligencji i zdolności poznawczych, obecnie są traktowane jako test osobowości pozwalający uzyskać wgląd w nastawienie do i poglądy na temat siebie i świata prezentowane przez osobę badaną testem.

## Zasady wyboru odpowiedniego testu
Psychologowi posługującemu się tą metodą poleca się rozważenie kilku cech poszczególnych odmian testu zdań niedokończonych przed dokonaniem wyboru konkretnego narzędzia:
1. struktura testu i sposób jego podania (długość, fakt czy test jest ustny czy pisemny)
2. instrukcja (formuła polecenia dla osoby badanej)
3. populacja uczestników (dla jakiego typu klienta/ pacjenta stworzono test?)
4. czy test utworzono dla celów badawczych czy pracy klinicznej?
5. teoria osobowości w której paradygmacie zakorzeniony jest test
6. zawartość zdań (liczba zdań pozytywnych, negatywnych i neutralnych)
7. sposób sformułowania początków zdań
8. zasady punktowania
9. metody interpretacji
10. walidacja testu